# Charlie Enright
Charles Enright, connu sous le nom de Charlie Enright, est un navigateur américain né le 10 septembre 1984 à Bristol, dans le Rhode Island. Skipper du VO70 Wizard, il remporte la Fastnet Race 2019 au classement IRC toutes catégories. Skipper de l'Imoca 11th Hour Racing Team-Mālama, il remporte The Ocean Race 2022-2023, course autour du monde en équipage, avec escales.

## Biographie

### Jeunesse et formation
Charles Enright naît le 10 septembre 1984 à Bristol, dans l'État de Rhode Island, aux États-Unis. Son grand-père, Clint Pearson, a co-fondé Pearson Yachts, et plus tard créé Bristol Yachts. C'est lui qui initie le jeune Charlie à la voile.
Le garçon étudie à l'université Brown, à Providence. Il est capitaine d'une équipe de voile de l'université.

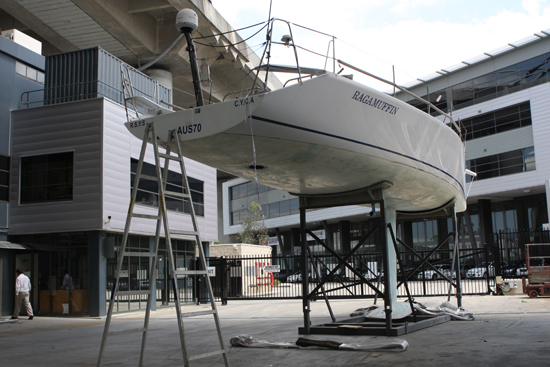
Le TP 52 Ragamuffin, anciennement Morning Light.

En 2006, il joue son propre rôle dans Morning Light (en), un documentaire Disney sur la formation de jeunes navigateurs par des anciens de la Volvo Ocean Race. Sur le tournage, Enright fait la connaissance de Mark Towill, 18 ans. Les deux jeunes gens décident de monter un projet Volvo Ocean Race. Celui-ci verra le jour sept ans plus tard. Pour les besoins de son film, Roy Edward Disney achète le TP 52 Pegasus de Philippe Kahn, un plan Farr mis à l'eau l'année précédente. Il est rebaptisé Morning Light. En 2007, le jeune équipage de Morning Light, skippé par Jeremy Wilmot, s'élance dans la Transpac Race, qui relie Los Angeles à Honolulu. Il finit 3e sur 9 en division 2.
En 2008, Enright sort diplômé de l'université. Il est alors embauché par la voilerie North Sails.

### STP65Vanquish
En juillet 2011, à bord du STP65 Vanquish (mis à l'eau en 2007 sous le nom de Moneypenny), Enright (skipper), Towill et leur équipage se classent 5es sur 6 en IRC 1 dans la Transatlantic Race,,. En août, toujours skipper de Vanquish, Enright termine 3e sur 278, en IRC toutes catégories, dans la Fastnet Race,.

### VO65Team Alvimedica

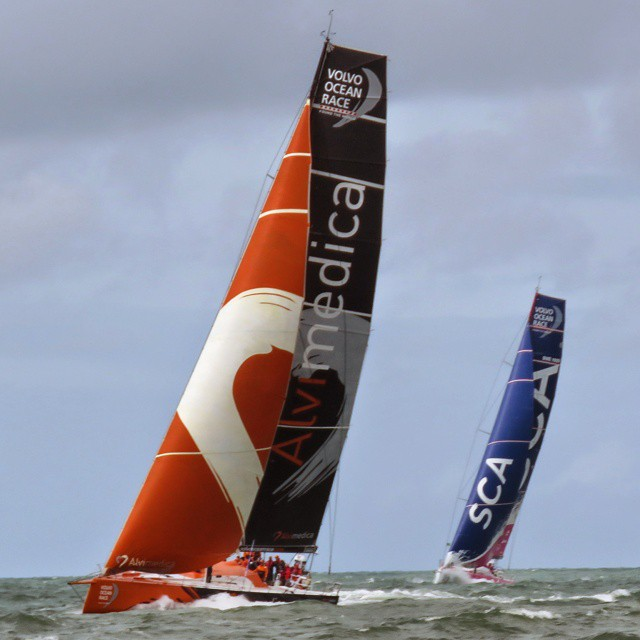
Team Alvimedica et le Team SCA de Samantha Davies à Itajaí, avant le départ de la 6e étape de la Volvo Ocean Race 2014-2015.

Le projet Volvo Ocean Race, formé sept ans plus tôt par Enright et Towill, prend forme en 2013 grâce à l'appui d'Alvimedica, société turque spécialisée dans les technologies médicales. Les deux jeunes gens fondent le Team Alvimedica. Dans la Volvo Ocean Race 2014-2015, les VO70 vont céder la place aux VO65. C'est donc un VO65, le plan Farr Team Alvimedica (en), qui est mis à l'eau le 11 avril 2014 à Southampton. Skippé par Enright, il remporte la dernière étape Lorient-Göteborg du tour du monde et termine 4e au classement général, mais à égalité de points avec Mapfre (en). Les deux bateaux se départagent dans la dernière régate portuaire. Mapfre est 3e. Team Alvimedica, qui a pourtant remporté deux des régates portuaires, n'est que 5e dans celle-ci, et descend donc à la 5e place au classement général.

### VO65Vestas 11th Hour Racing

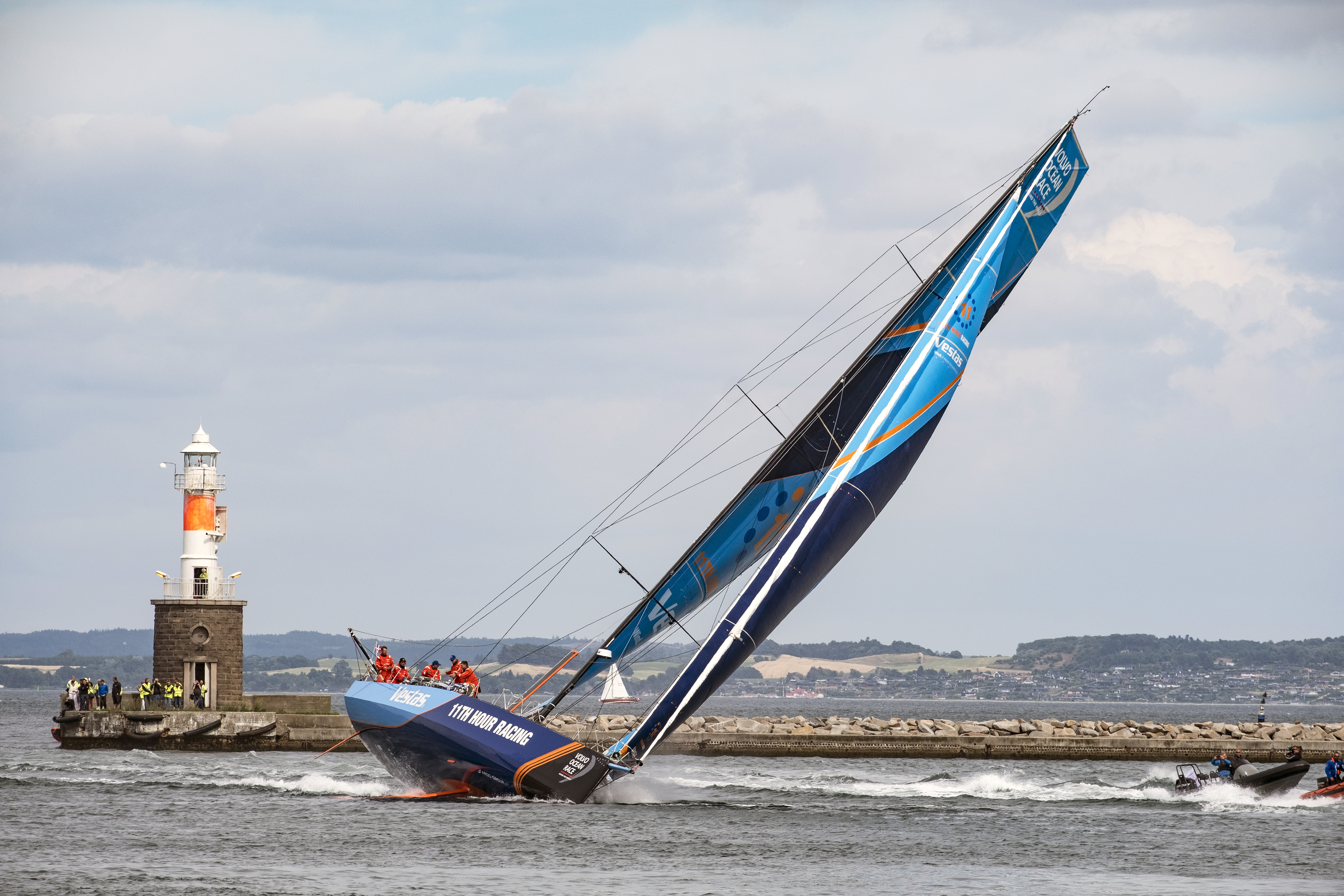
Vestas 11th Hour Racing à Aarhus, dans la Volvo Ocean Race 2017-2018.

Le 12 avril 2017, Team Alvimedica devient Vestas 11th Hour Racing. En août, il termine 6e sur 7 VO65 dans le tour de l'île de Wight, 5e sur 7 VO65 dans la Fastnet Race, 4e sur 7 VO65 dans Plymouth-Saint-Malo et 1er sur 7 VO65 dans Saint-Malo-Lisbonne. Dans la Volvo Ocean Race 2017-2018, Vestas 11th Hour Racing est classé 5e sur 7.
Prévus pour deux éditions de la Volvo Ocean Race, les monotypes VO65 seront remplacés dans l'édition suivante par des Imoca, des prototypes conçus pour le Vendée Globe et la navigation en solitaire. En 2019, le VO65 Vestas 11th Hour est donc vendu.

### Imoca11th Hour Racing

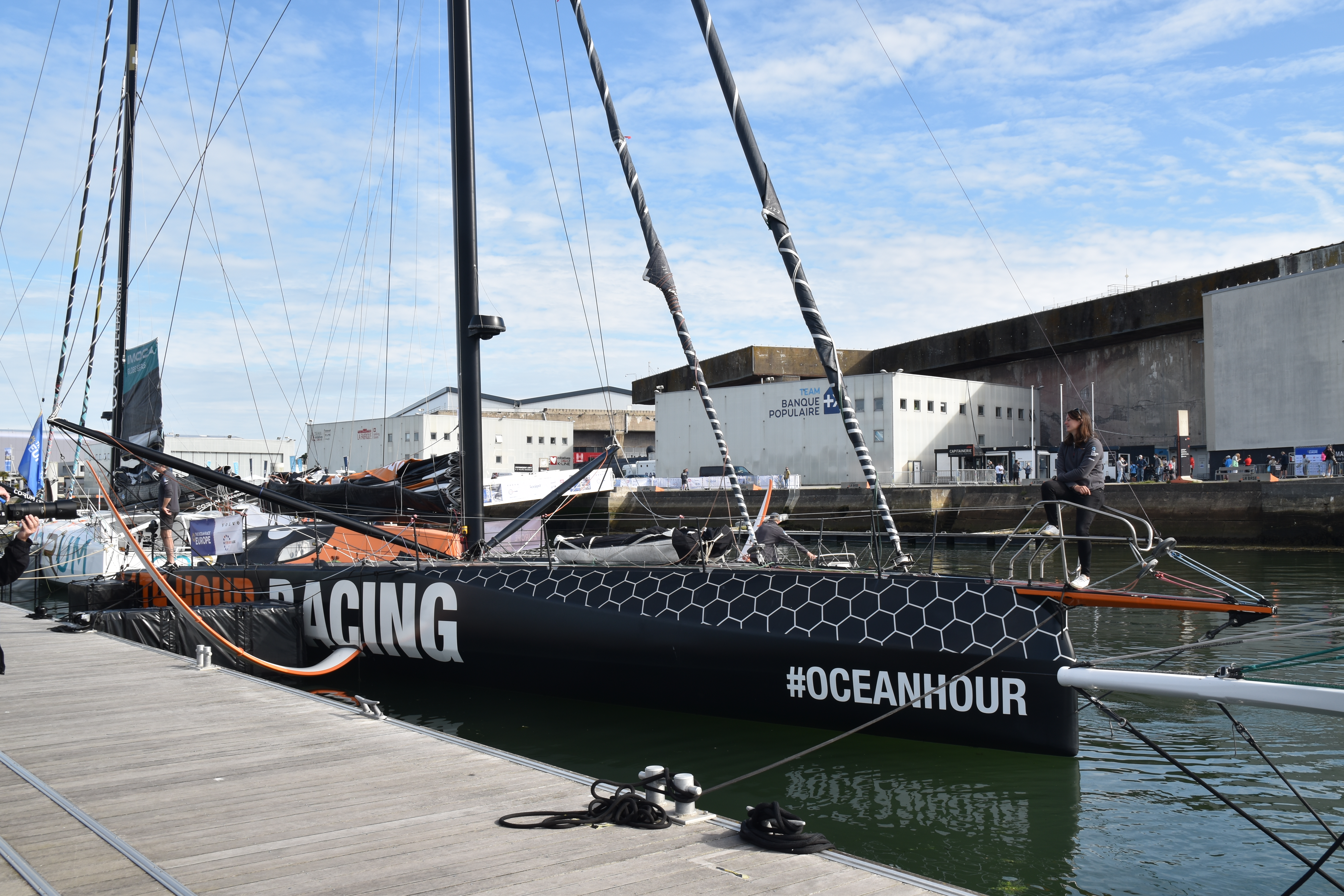
11th Hour Racing à Lorient en 2021, la veille du départ de The Ocean Race Europe.

Fin juin 2019, l'équipe d'Enright achète l'Imoca d'Alex Thomson, Hugo Boss, sixième du nom, un plan Verdier-VPLP mis à l'eau en 2015. Celui-ci devient 11th Hour Racing. En août, skipper du VO70 Wizard de David et Peter Askew, Enright termine 1er sur 334 dans la Fastnet Race, au classement IRC toutes catégories. En novembre, à bord de 11th Hour Racing, Enright et Pascal Bidégorry terminent 4es sur 29 Imoca dans la Transat Jacques-Vabre 2019.
En mai et juin 2021, skippé par Charlie Enright, 11th Hour Racing participe à la course en équipage The Ocean Race Europe qui réunit des VO65 des deux précédentes éditions de The Ocean Race et des Imoca menés pour la première fois en équipage. Enright termine 2e des Imoca.
Entre deux étapes de la course, 11th Hour Racing est vendu à Benjamin Dutreux, qui ne le prendra en main que quelques mois plus tard, après la Transat Jacques-Vabre 2021. En attendant, l'équipe 11th Hour Racing confie le bateau à Justine Mettraux et à Simon Fisher pour un programme en double dans le deuxième semestre de l'année.

### Imoca11th Hour Racing-Mālama

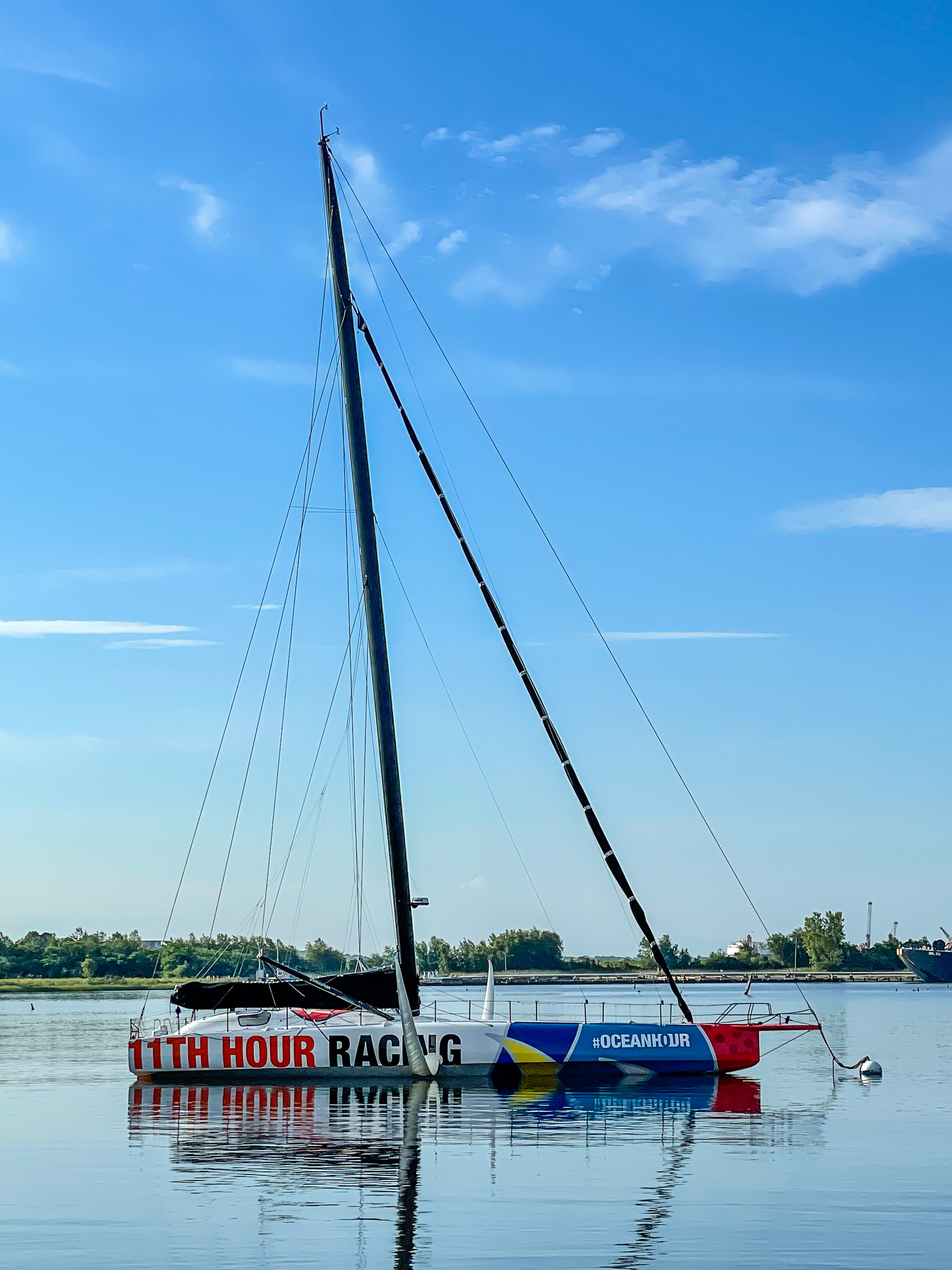
11th Hour Racing-Mālama à Providence, dans le Rhode Island, en 2022.

Le 9 août 2021, un nouvel Imoca, un plan Verdier, est mis à l'eau à Port-la-Forêt. Le 13 septembre, pour distinguer les deux bateaux, celui de 2015 est baptisé 11th Hour Racing-Alaka'i et celui de 2021 11th Hour Racing-Mālama.

#### Courses de préparation
En novembre, 11th Hour Racing-Mālama, mené par Enright et Bidegorry, finit 13e sur 22 Imoca dans la Transat Jacques-Vabre 2021.
Enright court en juin 2022 la Bermuda Race, où Mālama est le seul Imoca engagé. Il termine 2e sur 186 en temps réel,. En septembre, il est 1er sur 4 dans les 48 Heures en équipage du Défi Azimut.

#### The Ocean Race 2022-2023
Le 15 janvier 2023, à bord de 11th Hour Racing Team, Enright et son équipage prennent le départ de The Ocean Race. Dans les trois premières étapes, les résultats ne sont pas à la hauteur des espérances. Tous les concurrents doivent faire face à des avaries, et 11th Hour les accumule : J3 déchiré dans la 1re étape (il termine 2e sur 5 à Mindelo), soucis de foils dans la 2e (il termine 3e au Cap, et doit remplacer ses foils,), lattes cassées, safrans fissurés, puis grand-voile déchirée dans la 3e étape (il termine 3e à Itajaí, et, au classement général, descend de la 2e à la 3e place).
À ce stade de la course, le météorologue Christian Dumard s'interroge sur la performance décevante d'une équipe « qui a tout misé sur The Ocean Race depuis deux ans ». Le bateau ne s'est peut-être pas assez confronté aux autres Imoca (il n'a pas couru la Route du Rhum 2022) ? Hervé Penfornis, ingénieur chez Verdier, ne met pas en cause le bateau. Il estime son potentiel « vraiment très proche de celui d'Holcim-PRB. Ça se joue sur l’équipage et la capacité à conserver le bateau intègre. » Le skipper Charlie Dalin lui aussi attendait mieux d'une équipe qu'il a beaucoup côtoyée à Concarneau. Mais il l'estime capable de mieux faire.
Tout change à partir de la 4e étape. 11th Hour va enchaîner trois victoires consécutives. Il termine 1er à Newport, son port d'attache. Il termine 1er à Aarhus, et prend la tête au classement général,. Il termine 1er à La Haye,. Au départ de La Haye, éperonné par Guyot Environnement , il doit se retirer de la 7e et dernière étape. Il obtient réparation de la part du jury, et gagne le tour du monde,,.
En juillet, 11th Hour Racing Team-Mālama est racheté par Sébastien Simon. Il devient Groupe Dubreuil-Les Sables-d'Olonne-Vendée.

## Palmarès
- 2007. 3e sur 9 en division 2, dans la Transpacific Yacht Race (Transpac), équipier à bord du TP 52 Morning Light skippé par Jeremy Wilmot[7].

- 2011.
  - 5e sur 6 en IRC 1 dans la Transatlantic Race, en tant que skipper du STP65 Vanquish (ex-Moneypenny), en 11 j, 9 h, 25 min[11],[9].
  - 3e sur 278 en IRC toutes catégories dans la Fastnet Race, en tant que skipper de Vanquish, en 2 j, 11 h, 29 min[9].

- 2014-2015. 5e sur 7 dans la Volvo Ocean Race, en tant que skipper du VO65 Team Alvimedica[14].

- 2017. En tant que skipper de Vestas 11th Hour Racing (ex-Team Alvimedica) :
  - 6e sur 7 VO65 dans le tour de l'île de Wight[13] ;
  - 5e sur 7 VO65 dans la Fastnet Race[13] ;
  - 4e sur 7 VO65 dans Plymouth-Saint-Malo[13] ;
  - 1er sur 7 VO65 dans Saint-Malo-Lisbonne[13].

- 2017-2018. 5e sur 7 dans la Volvo Ocean Race, en tant que skipper de Vestas 11th Hour Racing[15].

- 2019.
  - 1er sur 334 de la Fastnet Race au classement IRC toutes catégories, en tant que skipper du VO70 Wizard (ex-Groupama 4)[17].
  - 4e sur 29 Imoca dans la Transat Jacques-Vabre, à bord de 11th Hour Racing (ex-Hugo Boss de 2015), en double avec Pascal Bidégorry[18].

- 2021. 
  - 2e sur 5 Imoca dans The Ocean Race Europe, en tant que skipper de 11th Hour Racing[19].
  - 13e sur 22 Imoca dans la Transat Jacques-Vabre, à bord de 11th Hour Racing-Mālama, en double avec Pascal Bidégorry[23].

- 2022. 
  - 2e sur 186 en temps réel dans la Bermuda Race (seul engagé en Open Division), en tant que skipper de Mālama[25],[26].
  - 1er sur 4[27] dans les 48 Heures en équipage[28] du Défi Azimut, en tant que skipper de 11th Hour Racing-Mālama.

- 2023.  1er sur 5 Imoca dans The Ocean Race 2022-2023, en tant que skipper de 11th Hour Racing Team-Mālama[44].